# Mali Gradac
Mali Gradac är en ort i Kroatien.   Den ligger i länet Moslavina, i den centrala delen av landet, 60 km söder om huvudstaden Zagreb. Mali Gradac ligger 247 meter över havet och antalet invånare är 149.
Terrängen runt Mali Gradac är kuperad söderut, men norrut är den platt. Runt Mali Gradac är det glesbefolkat, med 9 invånare per kvadratkilometer. Närmaste större samhälle är Petrinja, 20,0 km norr om Mali Gradac. Omgivningarna runt Mali Gradac är en mosaik av jordbruksmark och naturlig växtlighet.